# Metropolitan Board of Works

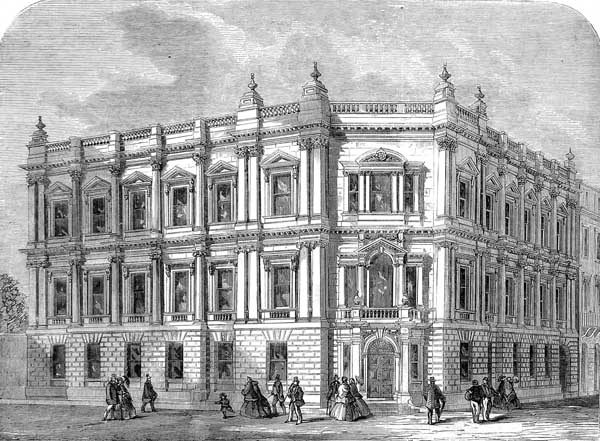
Sídlo MBW ve Spring Gardens poblíž Trafalgar square. Navrženo architektem Frederikem Marrablem v roce 1858

Metropolitan Board of Works (MBW) byl hlavní správní institucí Londýna od roku 1855 do ustavení správní organizace hrabství Londýn - rady hrabství Londýn v roce 1889. Jeho hlavním úkolem bylo zajistit infrastrukturu pro rychle se rozvíjející Londýn.

## Důvody vzniku
Rozvoj Londýna byl výrazně urychlen rozvojem železniční sítě od 30. let 19. století. Správa Londýna byla chaotická se stovkami místních úřadů (z nichž jen několik bylo voleno), které zastupovaly většinou jen malou oblast několika ulic a které musely souhlasit s poskytováním služeb, které zasahovaly do jejich oblasti.
V roce 1835 byl vytvořen systém metropolitních oblastí (metropolitan boroughs) ve většině velkých měst s výjimkou Londýna. Londýnská City vzdorovala veškerým snahám o rozšíření svých hranic do chudších oblastí, které ji obklopovaly. Takže v oblasti Londýna měla vliv tři hrabství – Middlesex, Surrey a Kent.
V roce 1837 byl učiněn pokus o vytvoření správní instituce nad celým Londýnem, ovšem bohatší oblasti Marylebone a Westminster se tomuto pokusu bránily a odmítly ho. V roce 1854 bylo navrženo rozdělit Londýn do sedmi oblastí, z nichž každá by byla reprezentována vlastním MBW. Návrh na rozdělení města na oblasti byl zrušen, ale MBW byl v roce 1855 vytvořen.

## Vznik

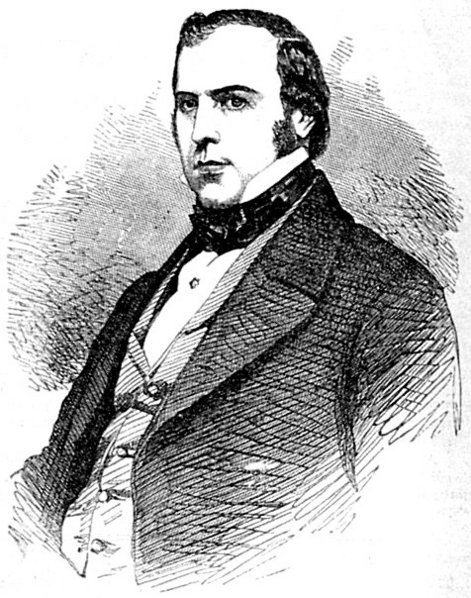
Sir John Thwaites

Pro ustavení instituce pro koordinaci plánování rozvoje Londýna schválil Parlament v roce 1855 zákon Metropolis Management Act, kterým byl založen Metropolitan Board of Works. Členové nebyli voleni ale byli jmenováni radou starších (vestries). MBW měl 45 členů, kteří volili předsedu (chairman), který se tím stal členem MBW ex officio. První nominace proběhly v prosinci a MBW zahájil svou činnost 22. prosince 1855. Prvním předsedou byl zvolen John Thwaites.

## Činnost
Hlavním problémem Londýna v té době byla kanalizace. Londýnské splašky byly odváděny přímo do Temže, což způsobovalo hlavně v letních měsících obrovský zápach. V roce 1855 a 1858 byla tato situace zvláště špatná a vešla do dějin jako Velký zápach (Great Stink). Velkým úspěchem MBW bylo vytvoření základního systému londýnské kanalizace, který sestával z 120 km hlavních a 1650 km uličních kanálů, což vyřešilo problém splašků. Organizací výstavby byl pověřen Joseph Bazalgette.
Od roku 1869 získal MBW soukromé mosty spojující břehy Temže a vybudoval nové – Tower Bridge a Grosvenor Bridge a nechal opravit Battersea Bridge a Waterloo Bridge.
Dalšími aktivitami MBW bylo vyčištění slumů, vytvoření Charing Cross Road, Garrick Street, Northumberland Avenue, Shaftesbury Avenue a Southwark Street a výstavba tří částí nábřeží Temže (Thames Embankment).

## Organizace

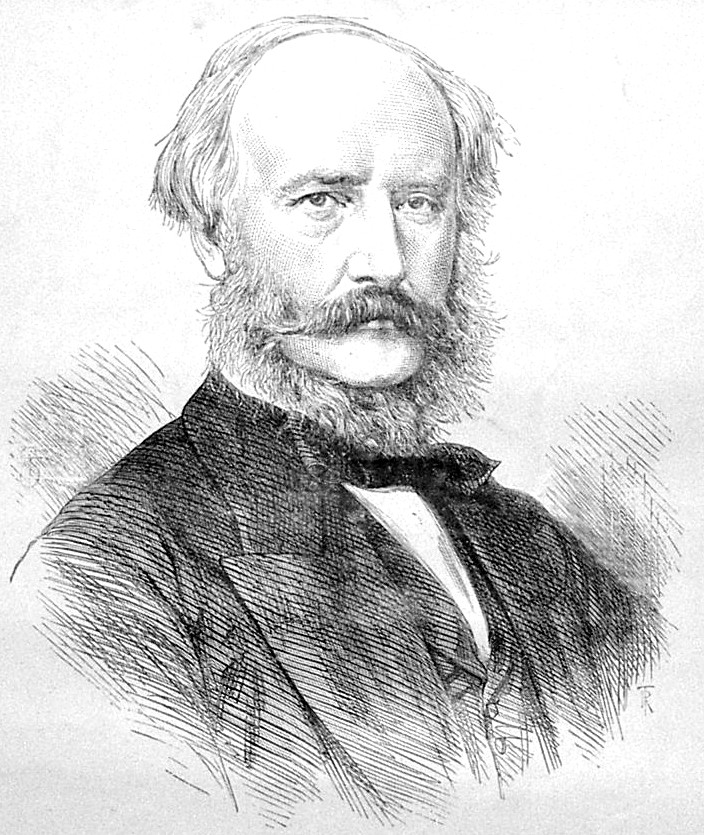
James Macnaghten Hogg, druhý předseda MBW

První jednání MBW se konaly v radnici City a sídlo MBW bylo na Greek Street v Soho. Následně bylo vybudováno nové sídlo MBW, navržené architektem Frederikem Marrablem v italském stylu, ve Spring Gardens. Poté, co první předseda MBW John Thwaites 8. srpna 1870 zemřel, byl dalším předsedou zvolen James Macnaghten Hogg, který byl v této funkci až do zrušení MBW. V roce 1885 byl počet členů zvýšen na 59.

## Zrušení
Členové MBW, kteří získali svou funkci jmenováním, se příliš neohlíželi na veřejné mínění, ačkoli každý vlastník nemovitostí musel platit za jejich práci ve formě daně. Mnoho stavebních zakázek, které MBW zadávala, vytvářelo prostředí pro korupci členů MBW nebo úředníků této instituce. Většinu svých rozhodnutí MBW tajil.
Podezření na korupci vedlo k vytvoření královské vyšetřovací komise. Tato komise objevila korupci u dvou členů MBW a několika úředníků a doporučila nahradit MBW přímo voleným orgánem – radou hrabství Londýn (angl. London County Council - LCC). První volby do rady budoucího hrabství se konaly 21. ledna 1889. Původní termín ukončení činnosti MBW – 1. duben 1889 byl, i s ohledem na sporná rozhodnutí MBW vládou přesunut na 21. březen 1889.

## Předsedové Metropolitan Board of Works
- Sir John Thwaites 1855-1870
- James Macnaghten Hogg 1870-1889